# Hạ huyết áp thế đứng
Hạ huyết áp thế đứng là một bệnh nghiêm trọng, xảy ra khi huyết áp của một người giảm lúc đột ngột đứng lên từ tư thế nằm hoặc ngồi. Điều này xảy ra chủ yếu là do sự co thắt chậm của các mạch máu ở phần dưới của cơ thể (sự co thắt này là cần thiết để duy trì huyết áp cân bằng khi thay đổi tư thế để đứng dậy). Kết quả là máu tụ lại trong các mạch máu ở chân lâu hơn và ít được đưa trở lại tim, dẫn đến giảm cung lượng tim và  sau đó là thiếu máu lên não. Phổ biến nhất là hạ huyết áp thế đứng nhẹ và có thể xảy ra nhanh chóng ở bất cứ ai, nhưng phổ biến đặc biệt ở người già và những người bị huyết áp thấp. Huyết áp nếu giảm nghiêm trọng có thể dẫn đến ngất xỉu và có khả năng gây chấn thương.
Có rất nhiều nguyên nhân có thể gây hạ huyết áp thế đứng, chẳng hạn như một số loại thuốc (ví dụ như thuốc chẹn alpha), bệnh thần kinh tự trị, giảm thể tích máu và xơ cứng mạch máu do tuổi tác.
Ngoài việc giải quyết nguyên nhân cơ bản, hạ huyết áp thế đứng có thể được khuyến nghị chữa bằng cách tăng lượng muối và nước (để tăng thể tích máu), mang vớ nén y tế và có thể dùng thuốc (fludrocortison, midodrine,...).

## Dấu hiệu và triệu chứng
Hạ huyết áp thế đứng được đặc trưng bởi các triệu chứng xảy ra sau khi đứng dậy (từ nằm hoặc ngồi), đặc biệt là khi sự thay đổi tư thế này xảy ra nhanh chóng. Nhiều người bị choáng váng (cảm giác có thể sắp ngất), đôi khi nghiêm trọng hơn. Cũng có thể có cảm giác yếu hoặc mệt mỏi. Một số báo cáo khó tập trung, mờ mắt, run rẩy, chóng mặt, lo lắng, đánh trống ngực (nhận thức về nhịp tim), cảm thấy ra nhiều mồ hôi hoặc khó chịu, đôi khi buồn nôn. Một số có thể trông nhợt nhạt.

### Bệnh liên quan
Các rối loạn có thể liên quan tới bệnh Addison, xơ vữa động mạch (các mảng xơ vữa tích tụ từ chất béo lắng đọng trong động mạch), bệnh tiểu đường, u tủy thượng thận, loạn chuyển hóa porphyrin, và một số bệnh thần kinh rối loạn trong đó có bệnh teo đa hệ thống và các dạng của bệnh dysautonomia. Nó cũng liên quan đến hội chứng Ehlers–Dan Danlos và chứng chán ăn tâm thần. Nó cũng xuất hiện ở nhiều bệnh nhân mắc bệnh Parkinson do mất dây thần kinh giao cảm hoặc do tác dụng phụ của liệu pháp dopaminomimetic. Điều này hiếm khi dẫn đến ngất xỉu trừ khi người đó đã bị suy hệ thần kinh tự chủ hoặc có một bệnh về tim nào đó không liên quan.
Một bệnh khác là thiếu dopamine beta-hydroxylase,đã được cho là không liên quan, làm mất chức năng giao cảm noradrenergic và được đặc trưng bởi mức độ norepinephrine thấp hoặc cực kỳ thấp, nhưng thừa dopamine.
Liệt tứ chi và liệt hai chi dưới cũng có thể gặp các triệu chứng này do không có khả năng duy trì huyết áp và lưu lượng máu đến phần trên của cơ thể. 

## Nguyên nhân
Một số nguyên nhân gây hạ huyết áp thế đứng bao gồm: dung lượng máu thấp (ví dụ do mất nước, chảy máu hoặc sử dụng thuốc lợi tiểu), thuốc giãn mạch máu, các loại thuốc khác, gián đoạn co mạch máu, nằm quá lâu (bất động), thiếu máu, hoặc gần đây có phẫu thuật giảm cân.

### Thuốc

Tetrahydrocannabinol

Hạ huyết áp thế đứng có thể là tác dụng phụ của một số thuốc chống trầm cảm nhất định, chẳng hạn như thuốc ba vòng  hoặc thuốc ức chế monoamin oxydase (MAOIs). Cần sa và tetrahydrocannabinol đôi khi có thể gây hạ huyết áp thế đứng mạnh. Rượu có thể làm giảm huyết áp thế đứng đến điểm ngất. Hạ huyết áp thế đứng cũng có thể là tác dụng phụ của thuốc chẹn alpha-1 (thuốc ức chế adrenergic alpha 1). Thuốc chẹn Alpha 1 ức chế sự co mạch được tiến hành do thụ thể cảm áp khi thay đổi tư thế và sự giảm huyết áp sau đó.

### Những yếu tố khác
Bệnh nhân dễ bị hạ huyết áp thế đứng là người già, phụ nữ sau sinh và những người nằm lâu. Những người mắc chứng chán ăn và háu ăn thường bị tác dụng phụ là hạ huyết áp thế đứng. Uống rượu cũng có thể dẫn đến hạ huyết áp thế đứng do tác dụng gây mất nước của nó. 

## Cơ chế
Hạ huyết áp thế đứng xảy ra khi trọng lực khiến máu dồn vào các chi dưới khiến máu về tĩnh mạch ít lại, dẫn đến giảm cung lượng tim và giảm áp lực động mạch sau đó. Ví dụ, thay đổi từ tư thế nằm sang đứng sẽ mất khoảng 700 ml máu từ ngực và bj giảm áp lực máu tâm thu và tâm trương. Hậu quả là máu trở lại không đủ ở phần trên của cơ thể. Thông thường, một loạt các phản ứng về tim, mạch máu, thần kinh, cơ bắp và thần kinh phản ứng nhanh chóng nên huyết áp không giảm nhiều. Một phản ứng là co mạch (phản xạ của thụ thể cảm áp) sẽ ép máu lên cơ thể một lần nữa. (Thông thường, nó ép máu mạnh hơn cần thiết và là lý do tại sao huyết áp tâm trương sẽ cao hơn một chút khi đứng lên so với khi nằm ngang.) Do đó bắt buộc phải có một số yếu tố ức chế một trong những phản ứng này và gây ra sự giảm huyết áp lớn hơn bình thường. Những yếu tố như vậy bao gồm lượng máu thấp, bệnh và thuốc. 

### Định nghĩa
Hạ huyết áp thế đứng (hạ huyết áp tư thế) là giảm huyết áp khi đứng. Viện Hàn lâm Bác sĩ Gia đình Hoa Kỳ (AAFP) yêu cầu định nghĩa nó là sự giảm ít nhất 20 mm Hg huyết áp tâm thu hoặc giảm ít nhất 10 mm Hg huyết áp tâm trương trong vòng ba phút sau khi đứng dậy. Nó không phải là một bệnh, mà là một phát hiện vật lý. Nó có thể có hoặc không liên quan đến các triệu chứng (hoặc bệnh), nhưng một triệu chứng đầu tiên thường gặp là chóng mặt khi đứng, có thể là các triệu chứng nghiêm trọng hơn: thị lực giảm, chóng mặt, yếu và thậm chí ngất.

## Danh mục con
Hạ huyết áp thế đứng có thể được phân thành ba nhóm: 'ban đầu', 'cổ điển' và 'bị trì hoãn'.
Hạ huyết áp thế đứng 'ban đầu' thường được đặc trưng bởi sự giảm huyết áp tâm thu ≥40 mmHg và/hoặc giảm huyết áp tâm trương ≥20 mmHg trong vòng 15 giây sau khi đứng. Huyết áp sau đó nhanh chóng trở lại bình thường, do đó thời gian hạ huyết áp và của các triệu chứng là ngắn (<30 giây).
Hạ huyết áp thế đứng 'cổ điển' thường được đặc trưng bởi giảm huyết áp tâm thu ≥20 mmHg và/hoặc giảm huyết áp tâm trương ≥10 mmHg trong khoảng 30 giây và 3 phút khi đứng.
Hạ huyết áp thế đứng bị trì hoãn thường được đặc trưng là giảm huyết áp tâm thu duy trì ≥20 mm Hg hoặc giảm huyết áp tâm trương duy trì ≥10 mm Hg sau 3 phút thử nghiệm đứng hoặc trên bàn nghiêng (tilt table test).

## Phòng ngừa

### Thay đổi lối sống
Ngoài việc điều trị các nguyên nhân có thể đảo ngược (ví dụː dừng hoặc giảm sử dụng một số loại thuốc), còn có một số biện pháp có thể cải thiện các triệu chứng hạ huyết áp thế đứng và ngăn ngừa các cơn ngất. Ngay cả những sự gia tăng nhỏ trong huyết áp cũng có thể đủ để duy trì lưu lượng máu đến não khi đứng.
Ở những người không được chẩn đoán huyết áp cao, uống 2-3 lít chất lỏng mỗi ngày, tiêu thụ 10 gram muối có thể làm suy giảm các triệu chứng bằng cách tối đa hóa lượng chất lỏng trong máu. Một cách nữa là giữ cho đầu giường hơi cao. Điều này làm giảm sự trở lại của chất lỏng từ các chi đến thận vào ban đêm, do đó làm giảm sản xuất nước tiểu vào ban đêm và duy trì chất lỏng trong tuần hoàn. Có thể sử dụng nhiều biện pháp khác nhau để cải thiện sự trở lại của máu về tim như: mang vớ nén và có thể thực hiện các bài tập ("các động tác chống áp lực vật lý" PCM) trước khi đứng lên (ví dụ: bắt chéo chân và ngồi xổm).

### Thuốc
Midodrine có thể có lợi cho những người bị hạ huyết áp thế đứng, Tác dụng phụ chính là piloerection ("nổi da gà"). Fludrocortisone có bằng chứng hiệu quả ít hơn nhưng vẫn được sử dụng.
Một số khác có rất ít bằng chứng cho sự hiệu quả làindomethacin, fluoxetine, chất đối kháng dopamin, metoclopramide, Domperidone, thuốc ức chế monoamine oxidase với tyramine (có thể gây tăng huyết áp nghiêm trọng), oxilofrine, kali chloride, và Yohimbine.

## Tiên lượng
Hạ huyết áp thế đứng có thể gây ngã. Nó cũng liên quan đến việc tăng nguy cơ mắc bệnh tim mạch, suy tim và đột quỵ. Cũng có dữ liệu quan sát cho thấy hạ huyết áp thế đứng ở tuổi trung niên làm tăng nguy cơ mắc chứng mất trí nhớ và giảm chức năng nhận thức.